# Digitalis purpurascens
Digitalis purpurascens är en grobladsväxtart som beskrevs av Albrecht Wilhelm Roth. Digitalis purpurascens ingår i släktet fingerborgsblommor, och familjen grobladsväxter. Inga underarter finns listade i Catalogue of Life.